# 멀티플렉스 (기업)
멀티플렉스(Multiplex, 다른 말로 멀티플렉스 그룹)는 오스트레일리아에 본사를 둔 부동산·건설 업종 기업이다. 여러 대규모 프로젝트를 수주하여 진행한 것으로 유명하다. 이 그룹은 건설, 부동산 개발, 시설 관리, 부동산 펀드 관리 등의 영업을 하고 있다. (2007년 4월 현재)
1962년, 존 로버츠가 웨스턴오스트레일리아주 퍼스에서 창립하였다. 웸블리 경기장과 같은 대형 프로젝트에 관여하였다.

## 설명

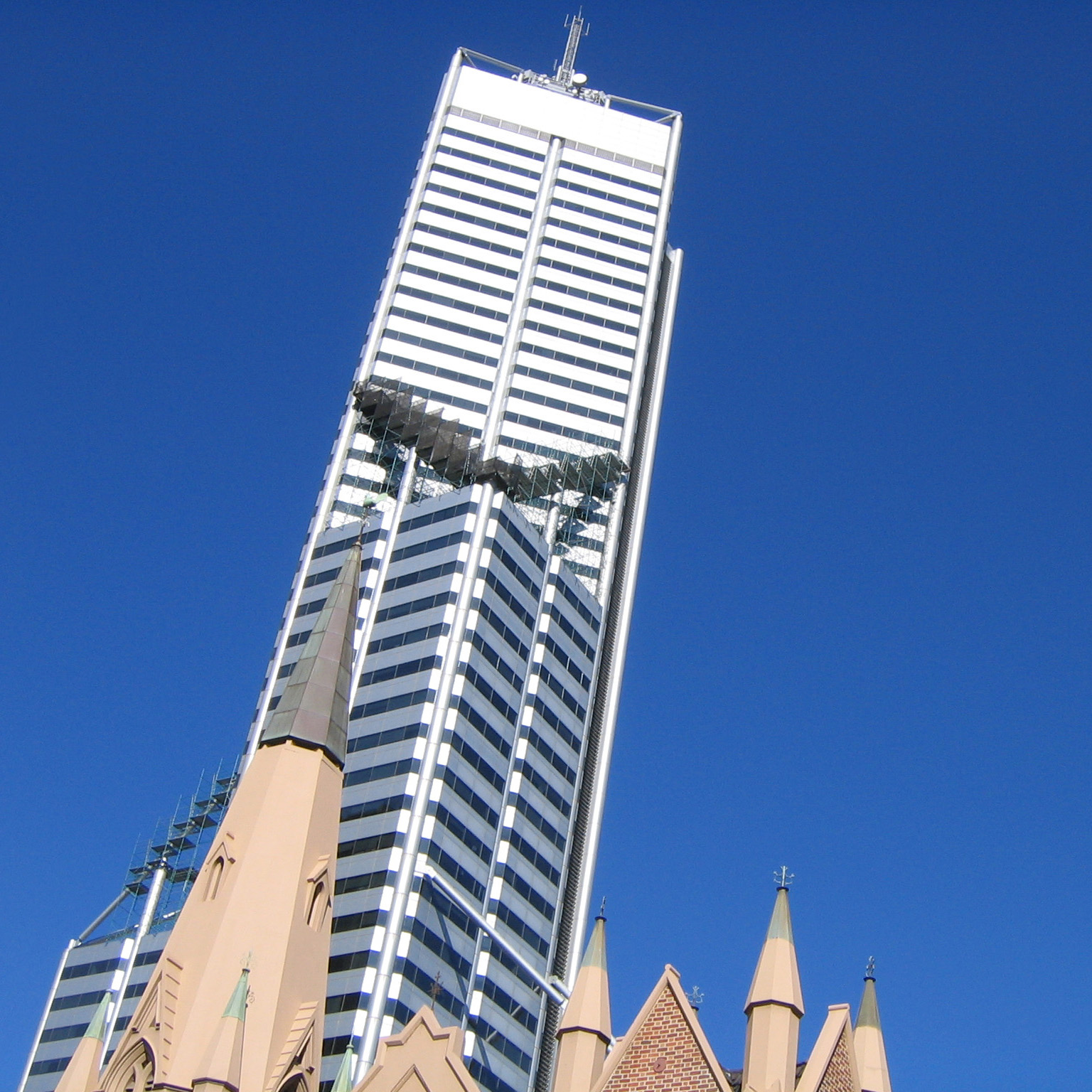
센트럴 팍 타워는 웨스턴오스트레일리아주에서 가장 높은 건물이다.

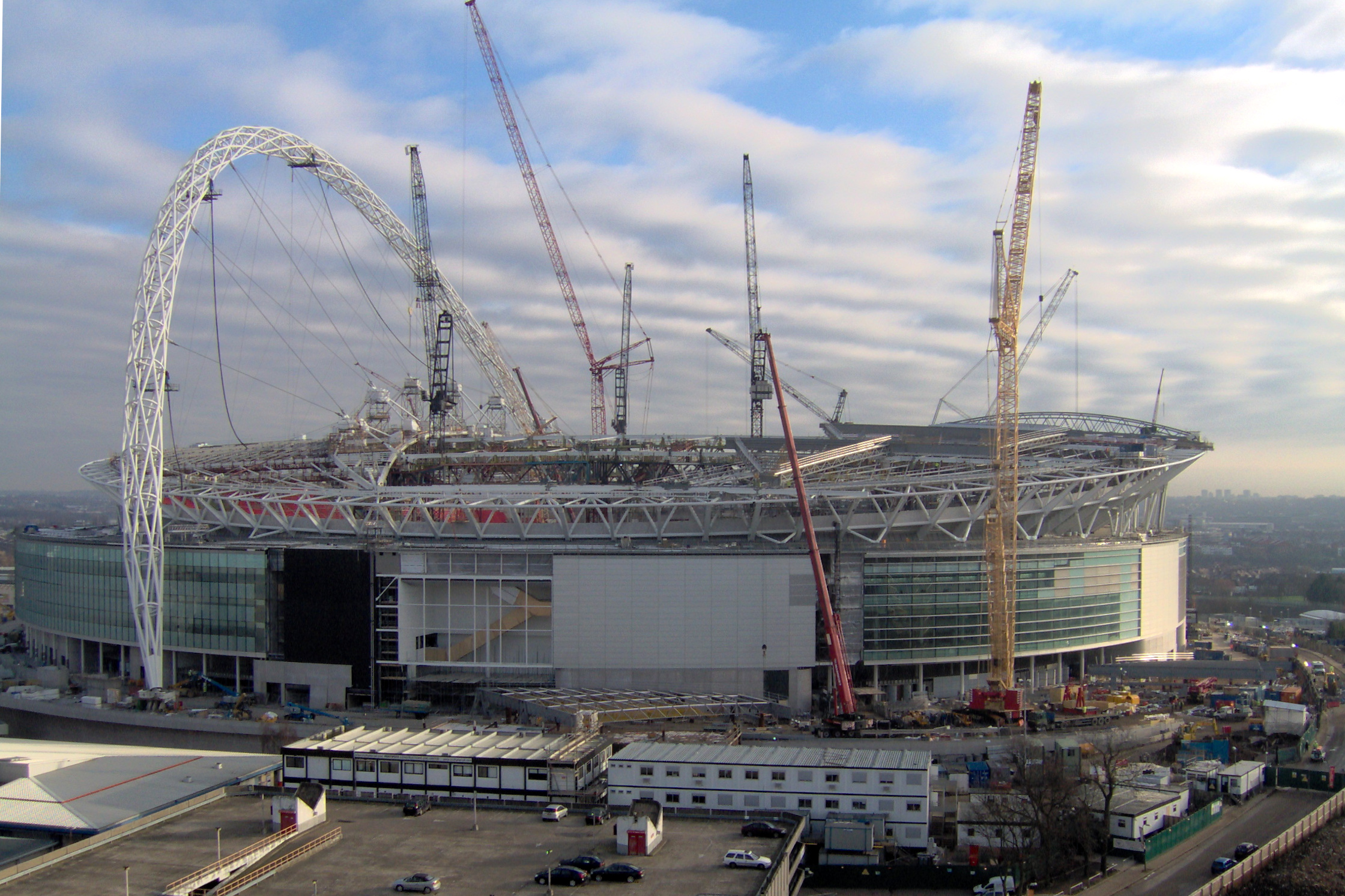
신웸블리스타디움.

2003년 12월, 오스트레일리아 주식 시장에 상장되었다. 상장기업코드는 MSG였고, 총 공모액은 12억 달러였다. 존 로버트 가문은 그룹의 지분 중 26%를 소유하고 있으며, 존 로버츠의 아들 앤드류 로버츠가 최고경영자로서 일하고 있다. 또 다른 아들 팀 로버츠는 회사 임원 겸 회사 내 "개발 부문"(Developments Division) 장으로서 일하고 있다. 존 로버츠는 2006년 6월 8일 사망하였다.
멀티플렉스 그룹은 오스트레일리아, 뉴질랜드, 영국, 중동 등지에 사무소/영업소를 두고 있으며, 약 2000여 명의 종업원을 고용하고 있다.
멀티플렉스는 2006년 11월 말, 유럽 부동산 펀드를 개발할 계획이 있다고 발표하였다. 멀티플렉스 그룹은, 2007년 2월 22일, 그룹의 순이익이 2억 9560만 AUD를 기록하였다고 잠정 실적을 발표하였다.
2007년 1월, 멀티플렉스는 인수합병의 대상으로 지목되었고, 주가는 17% 급상승하였다. 40억 3000만 AUD 짜리 인수합병 건은 공식적으로 제기되지는 않았고, 인수합병을 하려고 한 회사의 이름은 밝혀지지 않았다.

## 집단 소송 사건
2006년 12월 오스트레일리아의 로펌인 모리스 블랙번 캐시맨이 멀티플렉스 그룹을 상대로 집단 소송(class action)을 냈다. 2004년 8월 2일부터 2005년 5월 30일까지, 멀티플렉스 사가, 주주들과 오스트레일리아 증권 거래소에 웸블리 경기장 프로젝트의 지연 사실을 보고·공표하지 않았고, 이는 회사법 위반이라는 내용이었다.
멀티플렉스는 합의(settlement) 요청을 하였다. 하지만 2007년 4월 11일 기준으로, 이 소송 건은 마무리되지는 않았다.

## 협박 사건
2005년 초, 멀티플렉스 사는 협박을 당했다. 5천만 AUD를 건네지 않으면, 런던이나 오스트레일리아의 멀티플렉스 사의 공사장의 크레인 운전사를 쏠(snipe) 것이라는 협박이었다. 퍼스의 공사장 두 곳의 크레인 운전사들은 이로 인해 파업을 했다. 하지만, 협박에 대한 지불 기한이 지났는데도 아무 일도 일어나지 않았다. 이 협박은 오스트레일리아 시드니에서 들어온 것으로 알려졌다.

## 프로젝트
멀티플렉스의 첫 번째 프로젝트는 만두라 강어귀에 파이프라인을 설치하는 공사였다.
주요 공사 실적은 다음과 같다:
- 시드니 올림픽 경기장, 시드니
- 페데레이션 스퀘어, 멜버른
- 퍼스 컨벤션 엑시비션 센터, 퍼스 (웨스턴오스트레일리아주)
- 웸블리 경기장, 런던
- 웨스트필드 런던, 런던
- 두바이 마리나, 아랍 에미리트
- 치플리 스퀘어, 시드니
- 센트럴 팍 (퍼스)
- 버스우드 리조트, 퍼스
- 노던 준주 의사당
- 뱅크웨스트 타워, 퍼스
- 스탬퍼드 브리지 경기장 서쪽 스탠드, 런던
- 센티널 빌딩, 노스 쇼어 시티, 뉴질랜드